# Hermann Kehl
Hermann Kehl (* 5. Juli 1886 in Hanau; † 19. Februar 1967 in München) war ein deutscher Chirurg.

## Werdegang
Kehls Eltern waren der Fabrikant Carl Kehl und seine Frau Susanne Kehl geb. Scheller. Er besuchte die Oberrealschule in Hanau und das Realgymnasium in Kassel. Nach dem Abitur studierte er Medizin an der Philipps-Universität Marburg, der Kaiser-Wilhelms-Universität Straßburg, der Hessischen Ludwigs-Universität, der Albert-Ludwigs-Universität Freiburg und der Ludwig-Maximilians-Universität München. 1905 wurde er Mitglied des Corps Teutonia Marburg. Im selben Jahr schloss er sich noch dem Corps Palatia Straßburg an. 1911 wurde er an der Universität Leipzig promoviert. Die chirurgische Ausbildung durchlief er in Hamburg, Marburg und Heidelberg.
Während des Ersten Weltkriegs diente er als Truppenarzt und Feldlazarettchirurg an der Front. Zuletzt war er Oberarzt. Er erhielt das Eiserne Kreuz II. und I. Klasse. Nach der Rückkehr habilitierte er sich 1918 in Marburg für Chirurgie. Nach vier Jahren als Privatdozent wurde er 1922 zum a.o. Professor ernannt. Er übernahm 1924 die Leitung des Städtischen Krankenhauses in Siegen. 1943–1945 diente er als Oberstabsarzt im Heer. Als er 1952 in den Ruhestand trat, wurde ihm das Große Bundesverdienstkreuz verliehen.
Kehl war Mitarbeiter am Handbuch der ärztlichen Erfahrungen im Weltkrieg und am Handbuch der gesamten Unfallheilkunde.
Seit 1916 war er verheiratet mit Mia Lehr, mit der er zwei Söhne hatte. Er war Schwager von Robert Lehr.